# Bruce & Bongo
Bruce & Bongo – brytyjski duet new wave, który tworzyli Bruce Hammond Earlam (ur. 13 stycznia 1955) i Douglas Wilgrove (ur. 19 marca 1955). Największym przebojem grupy jest utwór „Geil” z 1986 roku, który zajął pierwsze miejsce na listach przebojów w Niemczech i Austrii.

## Dyskografia

### Albumy
- The Geil Album (1986)

### Single
- „French Foreign Legion” (1986)
- „Geil” (1986)
- „Hi Ho (Heigh Ho - Whistle While You Work)” (1986)
- „The Best Disco (In the World)” (1987)
- „Holidays Are Here Again” (1987)
- „We Ain't Back” (1992)